# Tarachodes maurus
Tarachodes maurus är en bönsyrseart som beskrevs av Henri Saussure 1871. Tarachodes maurus ingår i släktet Tarachodes och familjen Tarachodidae. Inga underarter finns listade i Catalogue of Life.